# فريدريك جوستين
فريدريك جوستين (بالإنجليزية: Frederick Heath)‏ (1 يناير 1865 في المملكة المتحدة - ) هو لاعب كرة قدم بريطاني (وحمل سابقاً جنسية المملكة المتحدة لبريطانيا العظمى وأيرلندا) في مركز لاعب متعدد الاستخدامات. لعب مع برمنغهام سيتي ونادي ستوربريدج.